# Centre de recherches spatiales
Le Centre de recherches spatiales (Centrum Badań Kosmicznych, CBK) de l'Académie polonaise des sciences est un institut de recherche pluridisciplinaire polonais. 

## Historique
Le CBK créé à Varsovie par décision du 29 septembre 1976 a commencé à fonctionner le 1er avril 1977. En 2010, il employait 180 personnes, dont 13 professeurs et 15 professeurs associés de spécialités diverses, très souvent techniques. Depuis 1991, il coopère avec l'Agence spatiale européenne. Jusqu'en 2015, il jouait le rôle d'agence spatiale nationale, rôle progressivement dévolu depuis à la Polska Agencja Kosmiczna (PAK, en anglais Polish Space Agency, POLSA) , dont le premier président, le professeur Marek Banaszkiewicz était le directeur du CBK.

## Activités
Depuis 1977, le CBK a développé, construit et préparé au lancement plus de 60 instruments et a participé aux expériences de plus de 50 missions spatiales, notamment : la mission Cassini-Huygens de l'Agence spatiale européenne (sonde spatiale envoyée vers Saturne et Titan), INTEGRAL (laboratoire spatial de astrophysique des hautes énergies), Mars Express (orbiteur de Mars), Rosetta (mission vers la comète Tchouri), Venus Express (orbiteur de Vénus), téléscope spatial Herschel (observation des objets les plus froids et les plus éloignés de l'Univers), BepiColombo (mission vers Mercure), Les missions Coronas-F, Coronas-I, Coronas-Photon et Phobos-Grunt de Roscosmos et les missions DEMETER et TARANIS du CNES. Le Centre coopère avec l'Agence spatiale européenne depuis 1991. Le CBK a également collaboré avec la NASA (mission IBEX) et l'ISRO (programme Chandrayaan).

## Organisation
Le CBK est organisé en composantes de recherche et d'ingénierie. Outre son siège à Varsovie ul. Bartycka 18 A, il comprend un département de physique solaire à Wrocław, un observatoire astrogéodynamique à Borówiec près de Poznań et une antenne scientifique à Wałbrzych.

### Groupes de recherche
- Division de physique solaire
- Laboratoire de physique et d'astrophysique du système solaire
- Laboratoire de dynamique du système solaire et de planétologie
- Laboratoire de physique des plasmas
- Division de géodésie planétaire
- Laboratoire d'observation de la Terre

### Groupes d'ingénierie
- Laboratoire de micromécanique et photonique
- Laboratoire de constructions électroniques
- Laboratoire de mécatronique et robotique spatiale
- Laboratoire d'applications satellites par FPGA